# Tossal de Claret
El Tossal de Claret és una muntanya de 458 metres que es troba al municipi de Vilanova de l'Aguda, a la comarca catalana de la Noguera.